# Bodiluddelingen 1963
Bodiluddelingen 1963 blev afholdt i 1963 i Imperial i København og markerede den 16. gang at Bodilprisen blev uddelt.

## Vindere
| Bedste mandlige hovedrolle                                       | Bedste kvindelige hovedrolle         |
| ---------------------------------------------------------------- | ------------------------------------ |
| - Jarl Kulle for Den kære familie                                | - Helle Virkner for Den kære familie |
| Bedste mandlige birolle                                          | Bedste kvindelige birolle            |
| - Hans W. Petersen for Støvsugerbanden                           | - ikke uddelt                        |
| Bedste danske film                                               | Bedste ikke-europæiske film          |
| - Weekend af Palle Kjærulff-Schmidt - Dilemma af Henning Carlsen | - Morderenglen af Luis Buñuel        |
| Bedste europæiske film                                           | Bedste dokumentarfilm                |
| - Jules og Jim af François Truffaut                              | - ikke uddelt                        |